# Jesper Dahlström
Jesper Dahlström (* 5. Januar 1990) ist ein schwedischer Cyclocross-, Mountainbike- und Straßenradrennfahrer.
Jesper Dahlström wurde 2008 in der Juniorenklasse schwedischer Meister im Mountainbike-Marathon. Im Cross Country wurde er Zweiter und im Straßenrennen Dritter. Im Cyclocross wurde Dahlström 2011 und 2012 schwedischer Meister in der U23-Klasse. 2011 gewann er auf der Straße jeweils eine Etappe bei der Tour of Norway und bei der Tour of Jamtland. 2012 und 2013 gewann er das Eintagesrennen Östgötaloppet.  

## Erfolge
2008
- Schwedischer Meister – MTB-Marathon (Junioren)

2011
- Schwedischer Meister - Cyclocross(U23)
- eine Etappe Tour of Norway

2012
- Schwedischer Meister - Cyclocross (U23)

## Teams
- 2011 Team Cykelcity
- 2012 Team Cykelcity.se